# Eucharia cathlina
Eucharia cathlina là một loài bướm đêm thuộc phân họ Arctiinae, họ Erebidae.